# ロバート・シモンズ
ロバート・シモンズ（Robert Symonds, 1926年12月1日 - 2007年8月23日）は、アメリカ合衆国出身の俳優である。

## 出演作品

### テレビ
- コールドケース4
- ERIV緊急救命室

### 映画
- 町に背をむけて/環境汚染を訴えた男
- 引き裂かれた祖国/ブルー&グレイ
- 迷信～呪われた沼～